# Legion (gra komputerowa)
Legion – polska gra strategiczna i RPG z elementami gry przygodowej. Pierwotnie została wydana w wersji polskiej, później przetłumaczona na angielski. Gra jest osadzona w świecie fantasy.
Twórcy gry zaczęli od koncepcji bitwy dwóch oddziałów na mapie, rozbudowując potem produkcję. Gra korzysta z systemu aktywnej pauzy. Wiele funkcjonalności trzeba było z finalnej wersji usunąć, z uwagi na ograniczenia dyskowe i pamięciowe. Całość gry powstała przez rok, a jej podstawy ukończono już w dwa miesiące. 
Grę można przechodzić na wiele sposobów – typowych dla gatunku cRPG, strategii ekonomicznej, czy strategii wojennej.
Dystrybutor gry – Mirage Media – nalegał, by gra mieściła się na dwóch dyskietkach i by możliwe było jej uruchomienie również na najsłabszej, a przy tym bardzo w Polsce popularnej, Amidze 500. Sprzedano kilka tysięcy egzemplarzy gry. 